# Cleptometopus grandis
Cleptometopus grandis là một loài bọ cánh cứng trong họ Cerambycidae.